# Coppa del Presidente della Repubblica (Yemen)
La Coppa del Presidente della Repubblica (in arabo كأس رئيس الجمهورية أ‎?), nota anche come Coppa di Yemen, è la principale manifestazione calcistica ad eliminazione diretta dello Yemen.

## Albo d'oro
| Stagione  | Campione                                           | Risultato                                          | Finalista                                          | Stadio                                             |
| --------- | -------------------------------------------------- | -------------------------------------------------- | -------------------------------------------------- | -------------------------------------------------- |
| 1995-96   | Al-Ahli Hudaydah                                   | 1 - 0                                              | Al-Sha'ab Hadramaut                                |                                                    |
| 1998      | Al-Ittihad Ibb                                     | 1 - 0                                              | Al-Shula                                           |                                                    |
| 2000      | Al-Sha'ab Hadramaut                                | 0 - 0 (5 - 4 cdr)                                  | Al-Shula                                           |                                                    |
| 2001      | Al-Ahli San'a                                      | 2 - 1                                              | Al-Tilal                                           |                                                    |
| 2001-02   | Al-Sha'ab Ibb                                      | 4 - 0                                              | Al Tadamun Shabwa                                  |                                                    |
| 2002-03   | Al-Sha'ab Ibb                                      | 2 - 1                                              | Al-Sha'ab Hadramaut                                |                                                    |
| 2003-04   | Al-Ahli San'a                                      | 2 - 0                                              | Al-Sha'ab Ibb                                      |                                                    |
| 2005      | Al-Hilal Al Hudaydah                               | 3 - 1                                              | Al Rasheed Ta'izz                                  |                                                    |
| 2006      | Al-Sha'ab Hadramaut                                | 2 - 1                                              | Al-Hilal Al Hudaydah                               |                                                    |
| 2007      | Al-Tilal                                           | 1 - 0                                              | Al-Hilal Al Hudaydah                               |                                                    |
| 2008      | Al-Hilal Al Hudaydah                               | 2 - 0                                              | Al-Sha'ab Hadramaut                                |                                                    |
| 2009      | Al-Ahli San'a                                      | 0 - 0 (5 - 4 cdr)                                  | Al-Sha'ab Hadramaut                                |                                                    |
| 2010      | Al-Tilal                                           | 2 - 1                                              | Shabab Al Baydaa                                   |                                                    |
| 2011      | non disputata a causa della rivoluzione yemenita   | non disputata a causa della rivoluzione yemenita   | non disputata a causa della rivoluzione yemenita   | non disputata a causa della rivoluzione yemenita   |
| 2012      | Al-Ahli Taizz                                      | 1 - 0                                              | Al-Tali'aa Taizz                                   |                                                    |
| 2013      | non disputata                                      | non disputata                                      | non disputata                                      | non disputata                                      |
| 2014      | Al-Saqr Taizz                                      | 5 - 1                                              | Shabab Mansoura                                    |                                                    |
| 2015-2021 | non disputata a causa della guerra civile yemenita | non disputata a causa della guerra civile yemenita | non disputata a causa della guerra civile yemenita | non disputata a causa della guerra civile yemenita |

## Titoli per squadra
| Club                | Vittorie | Finalista | Stagioni vittorie | Stagioni finalista      |
| ------------------- | -------- | --------- | ----------------- | ----------------------- |
| Al-Ahli San'a'      | 3        | -         | 2001, 2004, 2009  | ---                     |
| Al-Sha'ab Hadramaut | 2        | 4         | 2000, 2006        | 1996, 2003 , 2008, 2009 |
| Al-Hilal Al-Sahili  | 2        | 2         | 2005, 2008        | 2006, 2007              |
| Al-Tilal            | 2        | 1         | 2007, 2010        | 2001                    |
| Al-Sha'ab Ibb       | 2        | 1         | 2002, 2003        | 2004                    |
| Al-Ahli Hudaydah    | 1        | -         | 1996              | ---                     |
| Al-Ittihad Ibb      | 1        | -         | 1998              | ---                     |
| Al-Ahli Ta'izz      | 1        | -         | 2012              | ---                     |
| Al-Saqr             | 1        | -         | 2014              | ---                     |
| Al Shula            | -        | 2         | ---               | 1998, 2000              |
| Al Tadamun Shabwa   | -        | 1         | ---               | 2002                    |
| Al Rasheed Ta'izz   | -        | 1         | ---               | 2005                    |
| Shabab Al Baydaa    | -        | 1         | ---               | 2010                    |
| Al-Tali'aa Taizz    | -        | 1         | ---               | 2012                    |
| Shabab Mansoura     | -        | 1         | ---               | 2014                    |